# Henschel Projekt P.80
O Henschel Projekt P.80 foi um projecto da Henschel  para um bombardeiro bimotor de alta altitude. Foi o nome original do Henschel Hs 130E.